# وانگ لومین
وانگ لومین (به چینی: 王路敏) کشتی گیر کشور چین است. از افتخارات وی می‌توان به کسب مدال  طلا و برنز کشتی فرنگی مسابقات قهرمانی کشتی جهان ۲۰۱۳ و مسابقات قهرمانی کشتی جهان ۲۰۱۵ و مدال نقره بازی‌های آسیایی ۲۰۱۴ اشاره کرد. وی در سال ۲۰۱۶ میلادی در المپیک ریو در وزن ۵۹ کیلو حاضر بود که در دور اول آندرس مونتانو آرویو از اکوادور را شکست داد اما در دور بعد از اسماعیل بوررو کشتی گیر کوبایی شکست خورد و با توجه به حضور این کشتی گیر در فینال، به دیدار شانس مجدد رفت. او در اولین مرحله شانس مجدد به آرسن ارالیف کشتی گیر قرقیزستانی باخت و از دور رقابت ها کنار رفت.